# Problema di Gettier
Il problema di Gettier è un problema di teoria della conoscenza, sollevato dal filosofo statunitense Edmund Gettier in un fondamentale articolo del 1963, dal titolo Is Justified True Belief Knowledge?
L'articolo, di sole tre pagine, ebbe come effetto quello di riportare la gnoseologia all'attenzione del dibattito filosofico di stampo analitico, e buona parte del successivo lavoro nel settore può essere visto come un tentativo di fornire una soluzione soddisfacente al problema. Scopo dell'articolo è quello di mostrare come le condizioni imposte dalla definizione di conoscenza proposizionale, nella versione più utilizzata all'interno del dibattito gnoseologico, siano condizioni necessarie ma non sufficienti per poter affermare che un soggetto S conosce una proposizione p, e che la definizione è pertanto incompleta.

## Conoscenza proposizionale
Secondo la definizione, un soggetto S conosce una proposizione p se:
(1) p è vera;

(2) S crede che p (S crede che la proposizione sia vera);

(3) S è giustificato nella sua credenza;
Mediante l'utilizzo di due esperimenti mentali, Gettier mostra come sia possibile immaginare scenari in cui tutte e tre le condizioni della definizione sono soddisfatte, e pur tuttavia non è possibile affermare che il soggetto S conosce la proposizione p.
Analizziamo il secondo dei due scenari. Supponiamo che un soggetto, Smith, nutra una forte credenza nei confronti della proposizione f (riferita al suo amico Jones), dove
f = Jones è proprietario di una Ford.
Smith ha una forte evidenza per la sua credenza, in quanto, stando ai suoi ricordi, Jones è sempre stato proprietario di una Ford, e quest'ultimo ha telefonato a Smith per invitarlo a fare un giro su una Ford. Inoltre, Smith ha un secondo amico, Brown, e al momento non è in grado di dire in quale luogo Brown si trovi.
A partire da queste premesse, Smith costruisce le seguenti tre proposizioni:
g = Jones è in possesso di una Ford o Brown è a Boston;

h = Jones è in possesso di una Ford o Brown è a Barcellona;

i = Jones è in possesso di una Ford o Brown è a Brest-Litovsk;
Le tre proposizioni sono tutte disgiunzioni inclusive e, per Smith, in base alla sua credenza che f sia vera, sono tutte e tre vere (una disgiunzione inclusiva è vera se almeno uno dei due disgiunti è vero).
Supponiamo ora che sussistano le seguenti due condizioni:
(1) Jones non è proprietario di una Ford ma è comunque in possesso di una Ford (ad es. l'auto che guida è stata noleggiata);

(2) Brown, per pura coincidenza, si trova a Barcellona;
Dato un simile scenario, si può inferire che :
(a) h è vera;

(b) Smith crede che h;

(c) Smith è giustificato nel credere che h;

(d) Smith non conosce h (in quanto le premesse utilizzate da Smith nell'inferenza con la quale giunge alla conclusione h sono false);
L'argomento mostra quindi che la definizione di conoscenza come credenza vera e giustificata è incompleta, e in questo senso sono state proposte numerose teorie correttive, nel tentativo di integrare la definizione con ulteriori condizioni, o di esplicitare in modo più preciso la condizione (3).